# Pisica (film din 1958)
Pisica (titlul original: în franceză La Chatte) este un film dramatic francez, realizat în 1958 de regizorul Henri Decoin, protagoniști fiind actorii Bernard Blier, Françoise Arnoul, Roger Hanin și André Versini.
Acest film se bazează pe un caz real, cel al Mathildei Carré, cunoscută drept „La Chatte” (Pisica).

## Rezumat
Paris, 1943. După moartea soțului ei, un luptător din rezistență, Suzanne îi ia locul în rețea. În prima sa misiune reușește să fure de la germani planurile pentru o nouă rachetă, primind totodată numele conspirativ „Cora”. În aceeași seară, se întâlnește cu un jurnalist elvețian, Bernard, devenind în curând amanta lui. Bernard este în realitate un ofițer al Wehrmacht-ului.
Prin vărul său, căpitanul Müller, repartizat la Biroul II german, descoperă că „pisica” și Cora, căutată de Gestapo, sunt una și aceeași persoană. Vărului său, Bernard nu i-a dezvăluit adevărata identitate a fetei, dar acesta afland că o cunoaște pe tânără, Müller se comportă atât de abil încât îl obligă pe Bernard să joace rolul de iscoadă cu ea.
Ofițerul obține totuși libertatea Corei și o viză pentru Elveția dacă, prin ea, Rețeaua de Rezistență poate fi anihilată. Astfel mecanismul infernal se pune în mișcare...

## Distribuție
- Bernard Blier – căpitanul Debrun
- Françoise Arnoul – Suzanne Ménessier, zisă Cora
- Roger Hanin – Pierre
- André Versini – Henri
- Bernhard Wicki – Bernard Werner
- Mario David – unul din rezistență
- Kurt Meisel – căpitanul Heinz Müller
- Michel Jourdan – Olivier
- Louison Roblin – Bernadette
- Harald Wolff – colonelul Richting
- Marie Glory – portăreasa
- Pierre Mirat – un feroviar
- Lutz Gabor – ordonanța
- Jacques Meyran – Fred, barmanul
- Grégoire Gromoff – unul din rezistență
- Claude Vernier – un soldat german
- Christian Brocard – biciclistul doborât
- Pierre Durou – unul din rezistență
- Albert Daumergue – omul care cumpără șuncă
- Dominique Zardi –
- Françoise Fabrice –
- Vanna Urbino –
- Daniel Mendaille –